# Total Fucking Darkness
Total Fucking Darkness – wydawnictwo angielskiej grupy muzycznej Cradle of Filth. Demo ukazało się 2 listopada 1993 roku nakładem wytwórni muzycznej Tombstone Records. W 2014 roku nakładem oficyny Mordgrimm ukazało się zremasterowane wznowienie nagrań. 
Materiał został nagrany w składzie Dani Filth (śpiew), Paul Allender (gitara), Paul Ryan (gitara), Benjamin Ryan (keyboard), Robin Eaglestone (gitara basowa) oraz Darren White (perkusja).

## Lista utworów
Opracowano na podstawie materiału źródłowego.
| Edycja oryginalna 1. "The Black Goddess Rises" (sł. Dani Filth, muz. Cradle of Filth) – 06:26 2. "Unbridled at Dusk" (sł. Dani Filth, muz. Cradle of Filth) – 07:13 3. "The Raping of Faith" (sł. Dani Filth, muz. Cradle of Filth) – 05:44 4. "As Deep as Any Burial" (sł. Dani Filth, muz. Cradle of Filth) – 04:04 5. "Fraternally Yours, 666" (sł. Dani Filth, muz. Cradle of Filth) – 00:42 |  | Reedycja 1. "Spattered In Faeces" (sł. Dani Filth, muz. Cradle of Filth) – 5:46 2. "The Black Goddess Rises" (sł. Dani Filth, muz. Cradle of Filth) – 6:46 3. "As Deep As Any Burial" (sł. Dani Filth, muz. Cradle of Filth) – 4:25 4. "Unbridled At Dusk" (sł. Dani Filth, muz. Cradle of Filth) – 7:59 5. "The Raping Of Faith" (sł. Dani Filth, muz. Cradle of Filth) – 6:25 6. "Fraternally Yours, 666 (Outro)" (sł. Dani Filth, muz. Cradle of Filth) – 1:22 7. "Devil Mayfair (Advocatus Diaboli)" (sł. Dani Filth, muz. Cradle of Filth) – 5:07 8. "The Black Goddess Rises" (sł. Dani Filth, muz. Cradle of Filth) – 6:23 9. "The Raping Of Faith" (sł. Dani Filth, muz. Cradle of Filth) – 5:55 10. "Unbridled At Dusk" (sł. Dani Filth, muz. Cradle of Filth) – 7:24 |

## Wydania
| Rok  | Nr katalogowy | Format   | Wydawca           | Region          | Źródło |
| ---- | ------------- | -------- | ----------------- | --------------- | ------ |
| 1993 | COF01         | MC, Demo | Tombstone Records | Wielka Brytania | [ 4 ]  |
| 2014 | MORD13CD      | CD, Demo | Mordgrimm         | Wielka Brytania | [ 3 ]  |